# 王喜良
王喜良（1963年12月—），男，汉族，湖北黄冈人，中华人民共和国政治人物。毕业于昆明理工大学选矿专业，在职博士研究生学历。

## 生平
1983年参加工作，1990年加入中国共产党。
历任昆明冶金研究院副院长、院长，昆明冶金研究院新材料股份有限公司总经理、副董事长，云南省曲靖市副市长，云南省经济委员会副主任，云南省发展和改革委员会党组副书记、副主任等职。
2013年1月至2015年10月，任云南省发展和改革委员会主任、党组书记。2013年2月，当选为第十二届全国人民代表大会代表。
2015年10月，获提名为昆明市市长候选人。2016年1月，正式当选为昆明市人民政府市长。2018年2月，当选为第十二届全国人民代表大会代表。2021年1月，辞去昆明市人民政府市长职务。
2022年2月，因在昆明市晋宁区“古滇名城”长腰山片区以及滇池南湾未来城五渔邨项目违规违建问题负有责任，被给予留党察看二年、政务撤职处分，降为二级调研员。2022年4月，被云南省人大常委会罢免全国人民代表大会代表职务，代表资格终止。
2024年4月29日，王喜良再次因涉嫌严重违纪违法，接受云南省纪委监委纪律审查和监察调查。
2025年1月播出的由云南省纪委监委宣传部与云南广播电视台联合摄制的电视专题片《纵深推进》披露，王喜良的受贿金额超过4000万元人民币。他经原云南城投党委书记、董事长许雷（2014年被党内警告，2019年主动投案，2024年7月因涉嫌重大职务犯罪漏罪第三次被查）介绍，攀附时任云南省委书记秦光荣。2018年，某储能技术公司董事长胡某某通过许雷认识了王喜良，单是他以他人代持的名义从胡某某处获得的该公司股份就达到了1200万元。在第一次被查时，王喜良还抱有侥幸心理，避重就轻，直到第二次被查。
2025年2月18日，王喜良被开除党籍，涉嫌犯罪问题移送检察机关。通报说王喜良“两次违纪受处分后仍不悔改，对抗组织审查”。